# هارولد بریگوود واکر
هارولد بریگوود واکر (انگلیسی: Harold Walker; ۲۶ آوریل ۱۸۶۲ – ۵ نوامبر ۱۹۳۴) فرد نظامی اهل بریتانیا بود. وی همچنین برندهٔ جوایزی همچون نشان حمام شده‌است.